# Europamästerskapen i elimineringslopp
Europamästerskap i elimineringslopp har sedan 2015 avhållits för herrar och damer som en del av Europamästerskapen i bancykling, vilka arrangeras årligen av Union Européenne de Cyclisme.
Flest segrar i damklassen, tre, har Lotte Kopecky, medan Elia Viviani och Tim Torn Teutenberg har två segrar var på herrsidan.

## Podieplaceringar
| År   | Vinnare             | Tvåa               | Trea               |
| 2015 | Bryan Coquard       | Simone Consonni    | Christopher Latham |
| 2016 | Loic Perizzolo      | Christos Volikakis | Jiri Hochmann      |
| 2017 | Gerben Thijssen     | Maksim Piskunov    | Rui Oliveira       |
| 2018 | Matthew Walls       | Rui Oliveira       | Szymon Krawczyk    |
| 2019 | Elia Viviani        | Bryan Coquard      | Filip Prokopyszyn  |
| 2020 | Matthew Walls       | Iúri Leitão        | Sergej Rostovtsev  |
| 2021 | Sergej Rostovtsev   | João Matias        | Thomas Boudat      |
| 2022 | Elia Viviani        | Theo Reinhardt     | Jules Hesters      |
| 2023 | Tim Torn Teutenberg | Rui Oliveira       | Philip Heijnen     |
| 2024 | Tobias Hansen       | William Tidball    | Jules Hesters      |
| 2025 | Tim Torn Teutenberg | Rui Oliveira       | Jules Hesters      |

| År   | Vinnare          | Tvåa                 | Trea                      |
| 2015 | Katie Archibald  | Annalisa Cucinotta   | Irene Usabiaga            |
| 2016 | Kirsten Wild     | Katie Archibald      | Laurie Berthon            |
| 2017 | Kirsten Wild     | Jevgenija Augustinas | Maria Giulia Confalonieri |
| 2018 | Laura Kenny      | Anna Knauer          | Jevgenija Augustinas      |
| 2019 | Kirsten Wild     | Emily Nelson         | Nikol Płosaj              |
| 2020 | Elinor Barker    | Rachele Barbieri     | Maria Martins             |
| 2021 | Valentine Fortin | Letizia Paternoster  | Neah Evans                |
| 2022 | Lotte Kopecky    | Pfeiffer Georgi      | Mylène de Zoete           |
| 2023 | Lotte Kopecky    | Valentine Fortin     | Maike van der Duin        |
| 2024 | Lotte Kopecky    | Lea Lin Teutenberg   | Jessica Roberts           |
| 2025 | Lara Gillespie   | Hélène Hesters       | Lisa van Belle            |